# Aylax papaveris
Aylax papaveris é uma espécie de insetos himenópteros, mais especificamente de vespas pertencente à família Cynipidae.
A autoridade científica da espécie é Perris, tendo sido descrita no ano de 1839.
Trata-se de uma espécie presente no território português.